# Migration über Zentralamerika Richtung USA
Die Migration über Zentralamerika Richtung USA zeitigt seit Mitte des 2010er Jahrzehnts andauernde Flüchtlingsbewegungen von Süd- und Zentralamerika in Richtung der USA. Es handelt sich dabei vorwiegend um Menschen aus der landlosen, vielfach indigenen Landbevölkerung.

## Entwicklungen 2018/2019
Der Migrationstreck von Zentralamerika bis zur Grenze zwischen Mexiko und den Vereinigten Staaten ab Herbst 2018 erhielt weltweite mediale Aufmerksamkeit. Die USA verlegten mehrere tausend Soldaten an die mexikanische Grenze und setzten schließlich Mitte Juli 2019 das Asylrecht, mit dessen Hilfe die Migranten die USA betreten hatten, weitgehend außer Kraft. Dies bewirkte Stand 2021 jedoch nicht, dass sich die Migrationsbewegungen reduzierten, da viele Migranten nicht über die Asylpolitik der USA informiert sind.

## Entwicklungen 2020/2021
Auch 2020 wurden wieder treckähnliche Bewegungen in Richtung USA dokumentiert.
Wegen einer großen Gruppe von Migranten aus Honduras erklärte Guatemala im Januar 2021 den Ausnahmezustand.
Im März 2021 übertrug Biden der Vizepräsidentin Kamala Harris die Aufgabe, die drastisch angestiegenen Migrationsbewegungen von Lateinamerika nach Nordamerika und illegalen Übertritte der Grenze zwischen den Vereinigten Staaten und Mexiko einzudämmen. Im Jahr 2021 erreichte der Andrang von Migranten an der Grenze zu den USA Rekordhöhen. Die unter Donald Trump eingeführte Verordnung, Menschen aus Gründen des Seuchenschutzes während der Corona-Pandemie nach einem illegalen Grenzübertritt ohne Umschweife und ohne Asylantrag des Landes zu verweisen, wurde öfter angewandt als während Trumps Präsidentschaft – im Juli 2021 in 96.000 Fällen, nur unbegleitete Minderjährige und Familien mit kleinen Kindern waren davon ausgenommen. Als ein US-amerikanisches Gericht entschied, dass alle Familien von der Verordnung auszunehmen seien, legte die Regierung Biden dagegen Klage ein. Bidens Regierung schaffte die Regel ab, dass Migranten bis zur Klärung ihres Asylantrags auf mexikanischem Boden zu warten hätten. Danach entstand auf der US-amerikanischen Seite der Grenze eine Zeltstadt. Ein Gericht entschied daraufhin, dass jene Regel wieder anzuwenden sei. Die stringentere Asylpolitik der USA bewirkte nicht, dass sich die Migrationsbewegungen reduzierten, da viele Migranten nicht über die Asylpolitik der USA informiert sind. Augenzeugen, die sich im Jahr 2021 von Südamerika kommend auf dem Weg zur Grenze aufgemacht hatten, berichten von Raub und Mord auf dem Weg durch das in Zentralamerika liegende Darién Gap. Bis 2021 durchliefen etwa 10.000 Menschen jährlich den Darien-Urwald in Richtung Norden. Im Jahr 2021 stieg diese Anzahl auf über 90.000 an.

## Entwicklungen ab 2022
Immer wieder werden die Flüchtenden mit Lastwagen über die Grenze von Mexiko in die USA gebracht. Die von den Flüchtenden bezahlten Schlepper haben häufig rein finanzielle Motive und behandeln die Flüchtlinge daher oft menschenunwürdig, was regelmäßig zu Todesfällen führt, z. B. durch Dehydrierung oder Erstickung. So wurden beispielsweise Ende Juni 2022 bei hohen Temperaturen nahe Laredo 46 Leichen in einem Lastwagen gefunden. Sieben weitere Personen aus dem Lastwagen starben später im Krankenhaus. Mit insgesamt 53 Todesopfern war dies damit die größte derartige Tragödie der US-Geschichte. Nach Angaben der Behörden waren die meisten Verstorbenen weiblich. Von den Toten kamen 27 aus Mexiko, 14 aus Honduras, sieben aus Guatemala und zwei aus El Salvador.
Im Jahr 2023 durchquerten mehr als eine halbe Million Migranten den Darién Gap.
Im Mai 2023 beschloss die mexikanische Regierung von Andrés Manuel López Obrador die Ausstellung von Transitdokumenten für nach Mexiko eingereiste Migranten, die damit durch Mexiko bis zur mexikanisch-US-amerikanischen Grenze legal weiterziehen konnten, mit sofortiger Wirkung einzustellen. Die mexikanische Regierung kündigte zudem an, Migranten ohne Aufenthaltsgenehmigung schneller aus Mexiko abschieben zu wollen.
Im Dezember 2023 schlossen sich in Tapachula im Süden Mexikos erneut rund 5000 bis 6000 Migranten aus Mittelamerika zu einer Karawane zusammen, um gemeinsam zunächst nach Mexiko-Stadt, dann weiter Richtung Norden zur US-Grenze zu laufen. Im Dezember 2023 erreichte die Zahl der Aufgriffe von Migranten an der Grenze zu Mexiko mit fast 250.000 einen vorläufigen Höchststand. Die Zahl der Aufgriffe umfasst sowohl Ingewahrsamnahmen zum Zweck der Asylantragsprüfung als auch Ausweisungen. Pro Aufgriff kann es sich um eine Person oder um eine Gruppe von Personen handeln.

## Filme
- Sin nombre, amerikanisch/mexikanischer Film von 2009
- Viacrucis Migrante – Kreuzweg der Migrant innen (deutscher Dokumentarfilm von 2016)